# Marcel Haremza
Marcel Haremza (Leutasch, 8 februari 1978) is een Duitse golfprofessional uit Oberammergau.
Marcel begon met golf toen hij tien jaar was. 

## Professional
Om te beginnen werd Haremza golfleraar op Golf Club Hohenpahl. Hij speelde de EPD Tour vanaf 2002 en won dat jaar ook de Duitse Order of Merit.
Hij heeft in 2010 zijn 8ste overwinning behaald op de EPD Tour en had toen al veel overwinningen in Duitsland op zijn naam staan. Onder meer won hij met Christoph Günther driemaal op GC Düsseldorf-Grafenberg het teamkampioenschap van de Duitse PGA.

## Gewonnen
EPD Tour
- 2002: LaLarque Classics, Sybrook Classic,
- 2005: Jakobsberg Classic, Bad Abbach Golf Classic
- 2006: Licher Classic
- 2008: Nova Amerika Classic
- 2009: Licher Classic
- 2010: Amelkis Classic
- 2012: Al Maaden Classic, Haugschlag NÖ Open, Castanea Resort Open, Preis des Hardenberg GolfResort

Alps Tour
- 2002: Austrian PGA Championship

Duitse PGA
- 2002: Brose Open, Berlin Golf Trophy
- 2003: Schwanhof Open
- 2004: Brose Open
- 2009: Bayerische PGA Meisterschaft
- 2011: Bayerische PGA Meisterschaft

Anders
- 2006: German PGA Team Championship (met Christoph Günther)
- 2007: German PGA Team Championship (met Christoph Günther)
- 2010: German PGA Team Championship (met Christoph Günther)